# 约翰·J·麦克洛伊

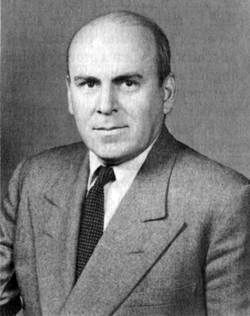
约翰·J·麦克洛伊

约翰·杰伊·麦克洛伊（John Jay McCloy，1895年3月31日—1989年3月11日），生於宾夕法尼亚州费城，於1989年3月11日逝世于康涅狄格州科斯科布），美国律师、银行家，曾任世界银行行长。
| 前任： 尤金·I·迈耶 | 世界银行行长 1947年-1949年 | 繼任： 尤金·R·布莱克 |